# غيلبرت كيتس
غيلبرت كيتس (بالإنجليزية: Gilbert Cates)‏ هو نقابي ومنتج أفلام وكاتب سيناريو ومخرج أمريكي، ولد في 6 يونيو 1934 في نيويورك في الولايات المتحدة، وتوفي في 31 أكتوبر 2011 في لوس أنجلوس في الولايات المتحدة.

## وصلات خارجية
- غيلبرت كيتس على موقع IMDb (الإنجليزية)
- غيلبرت كيتس على موقع ألو سيني (الفرنسية)
- غيلبرت كيتس على موقع أول موفي (الإنجليزية)
- غيلبرت كيتس على موقع قاعدة بيانات برودواي على الإنترنت (الإنجليزية)
- غيلبرت كيتس على موقع قاعدة بيانات الأفلام السويدية (السويدية)
- غيلبرت كيتس على موقع إن إن دي بي (الإنجليزية)
- غيلبرت كيتس على موقع قاعدة بيانات الفيلم (الإنجليزية)
- غيلبرت كيتس على موقع كينوبويسك (الروسية)